# Incinerator bottom ash
La Incinerator bottom ash (IBA) è una forma di cenere prodotta negli impianti di incenerimento. Questo materiale viene scaricato dalla griglia mobile degli inceneritori per rifiuti solidi urbani. Una volta che viene prodotta a partire dalla rimozione dei contaminanti, essa può essere utilizzata come materiale aggregato. Dopo la lavorazione, il materiale viene definito IBA aggregata o IBA processata. Gli usi aggregati includono:
- Riempimento in blocco
- Asfalto[1]
- Materiali legati al cemento[1]
- Blocchi leggeri
- Pavimentazione in calcestruzzo[2]

In alternativa, se non ci sono mercati locali per l'IBA, il materiale viene smaltito in discarica.

## Recupero
L'IBA è una fonte secondaria di metalli ferrosi e non ferrosi (NFe). Tra il 5 e il 15% delle ceneri pesanti è costituito da materiali ferrosi e l'1-5% è NFe. Nonostante che il vetro costituisce il 10-30% dell'IBA, questo non viene recuperato sistematicamente in nessun impianto di trasformazione. In media, da una tonnellata di ceneri vengono rimossi 63 kg di materiali ferrosi.

## Rischi
Il calcestruzzo espanso prodotto dall'IBA ha provocato un'esplosione nel Regno Unito nel 2009. È stato scoperto che l'alluminio nel calcestruzzo può formare depositi di idrogeno gassoso durante la fase di solidificazione del calcestruzzo solidifica. A seguito di questo fatto, l'Health and Safety Executive ha poi aggiornato le proprie linee guida in modo da suggerire che gli aggregati IBA possono essere versati solo all'aria aperta, in aree ben ventilate, e che durante la presa non sia possibile utilizzare strumenti che generano scintille, come ad esempio frese a disco e smerigliatrici angolari.